# Classe Yushen
La classe Tipo 075 (nome in codice NATO: classe Yushen), è una serie di portaelicotteri d'assalto anfibio (LHD) di fabbricazione cinese, sviluppata negli anni dieci per conto della Marina dell'Esercito Popolare di Liberazione cinese pressi la quale è entrata in servizio a partire dal 2021.

## Storia
Già a partire dal 2011 fu avviato un programma per un'unità da assalto anfibio portaelicotteri da 40.000 tonnellate. Tale programma denominato Tipo 075 prevedeva delle grandi unità multiruolo d'assalto anfibio dello stesso tipo delle LHD della classe Wasp della US Navy. La costruzione della prima unità (ancora senza nome e numero identificativo) fu assegnata al CSSC (China State Shipbuilding Corporation), presso il cantiere di Hudong-Zhonghua a (Shanghai).
La prima unità è stata costruita in tempi record, infatti é trascorso meno di un anno dal taglio della prima lamiera (fine 2017) al varo, avvenuto il 25 settembre 2019. Una volta completato l'allestimento, si prevede che l'unità debba iniziare le prime prove in mare nella primavera del 2020. Peraltro una seconda unità gemella risultava già in costruzione negli stessi cantieri Hudong-Zhonghua, come confermavano immagini satellitari commerciali catturate il 17 agosto 2019. Questa seconda unità è stata varata nel cantiere navale Hudong-Zhonghua a Shanghai il 22 aprile 2020.
Una volta operative, le Tipo 075 andranno a rafforzare sensibilmente le capacità anfibie della Marina cinese, che prima della costruzione di questa nuova classe di navi si basava esclusivamente su 5 LPD Tipo 071 classe Yuzhao da 25.000 tonnellate. L'11 aprile 2020 la nave è stata interessata da un incendio a bordo l'11 aprile durante i lavori di allestimento. Le fotografie diffuse dai media hanno mostrato un forte fumo nero che avvolgeva la sovrastruttura dell'isola e fuoriusciva il portellone di poppa della nave. L'incidente è stato confermato dalle autorità, le quali, però, hanno minimizzato l'accaduto dichiarando che l'incendio era stato messo subito sotto controllo ed è stato spento rapidamente.
Il 16 maggio 2020 sono iniziate le prove di accensione dell'apparato propulsivo.
Tra il 5 ed il 27 agosto 2020 si svolsero le prime prove in mare, durante le quali furono testati il sistema di propulsione, di navigazione e comunicazione.
La terza unità della classe, è stata varata presso i cantieri Hudong-Zhonghua a Shanghai, il 29 gennaio 2021.
Il 23 aprile 2021, presso l’arsenale militare marittimo di Yulin, sull'isola di Hainan, la prima unità è stata ufficialmente consegnata alla Marina cinese. La nave è stata battezzata con lo stesso nome dell'isola, Hainan, ed ha ricevuto il numero identificativo 31. Al momento della consegna, sul ponte erano presenti almeno sei elicotteri d'assalto/trasporto Z-8CJ.
Il 30 dicembre 2021, la seconda unità, è stata consegnata alla Marina cinese dopo un ciclo di prove in mare iniziato un anno prima, il 21 dicembre del 2020. La nave ha ricevuto il numero identificativo 32 ed è stata battezzata Guangxi, come l'omonima regione autonoma nel sud della Cina.

## Caratteristiche
Lunga 237 metri e larga 30, con un dislocamento stimato tra le 36.000 e 40.000 tonnellate a pieno carico, essa è dotata di un bacino allagabile collegato al mare mediante un grande portellone poppiero, dal quale possono essere rilasciati mezzi anfibi e veicoli a cuscino d'aria. L'isola, abbastanza ampia, è dotata di due alberature, mentre non risulta la presenza di antenne radar phased array fisse incorporate nella struttura, del resto non indispensabili a bordo di un'unità anfibia dove non sono presenti importanti sistemi missilistici. Il ponte di volo è collegato all'hangar sottostante da due ascensori, uno più grande sulla destra di fronte all'isola, e uno più piccolo a poppa. La nave dovrebbe essere in grado di ospitare circa 30 tra elicotteri da trasporto e da combattimento, 6/8 hovercraft Tipo 726 classe Yuyi (allogiabili nel bacino allagabile) e circa 1200 marines.

## Propulsione
L'apparato propulsivo dovrebbe essere diesel, e basato su motori 16PC2-6B con una potenza di 9.000 Kw.

## Armamento
L'armamento, esclusivamente difensivo, dovrebbe consistere in due sistemi per la difesa di punto CIWS HPJ-11/Tipo 730 a 11 canne da 30mm (uno dei due situato sulla sinistra a mezza nave) e da una coppia di sistemi antiaerei a corto raggio per missili HHQ-10 (equivalenti del RIM-116 RAM statunitense), dotati di doppio sistema di guida radar passivo e infrarosso.